# Amanda Overland
Pour les articles homonymes, voir Overland.
Amanda Overland, née le 30 août 1981 à Kitchener, est une patineuse de vitesse sur piste courte canadienne.
Elle est la sœur de Kevin Overland, patineur de vitesse.

## Jeux olympiques
- Jeux olympiques d'hiver de 2006 à Turin ( Italie) :
  -  Médaille d'argent sur relais 3 000 m
  - 5e sur 1 500 m
  - 5e sur 1 000 m